# Lazzaro Calamech
Lazzaro Calamech noto anche come Lazzaro Calamechi (Carrara, 1530 – dopo il 1564) è stato un pittore e scultore italiano.

## Biografia
Nacque a Carrara e insieme a suo zio Andrea, scolpì le statue in stucco per il catafalco o Castrum doloris eretto per l'elaborato funerale di Michelangelo a Firenze nel 1564. Non sono noti altri lavori.